# Due lettere dopo
Due lettere dopo è il settimo album in studio del rapper italiano Chicoria, pubblicato il 28 marzo 2025.

## Descrizione
L'album rappresenta un sequel di Lettere del 2016.

## Tracce
1. Ai tossici (prima lettera) – 2:59
2. No escort (feat. Speranza) – 2:37
3. So er tuo pusher – 3:01
4. Troppo impegnato – 3:23
5. Antenne (feat. Carl Brave & Side Baby) – 3:31
6. Le scarpe tue – 2:55
7. Albicocca – 3:45
8. Ad un aborto (seconda lettera) – 2:18
9. Pasquino (feat. Morris Gola) – 3:06
10. Politica & stronzate pt.2 – 2:29
11. Pezzo di pane (feat. Briga & Gemello) – 3:10
12. Cattedrale – 4:24
13. Inserito nel business – 2:53
14. Passamontagna (feat. Vins) – 3:29
15. A chi non ce sente (terza lettera) – 2:11